# 皮诺德洛罗
皮诺德洛罗，是西班牙卡斯蒂利亚-莱昂萨莫拉省的一个市镇。 总面积30平方公里，总人口234人（2001年），人口密度8人/平方公里。